# Super Princess Peach
Super Princess Peach — платформер відеогра, розроблена Tose і випущена Nintendo для Nintendo DS. В ролі головної героїні виступає принцеса Піч. За сюжетом гри Боузер викрадає Маріо, Луїджі і Тоад. Дізнавшись про це, принцеса Грибного королівства збирається сама знайти головних героїв, щоб врятувати їх.